# Sidlastare

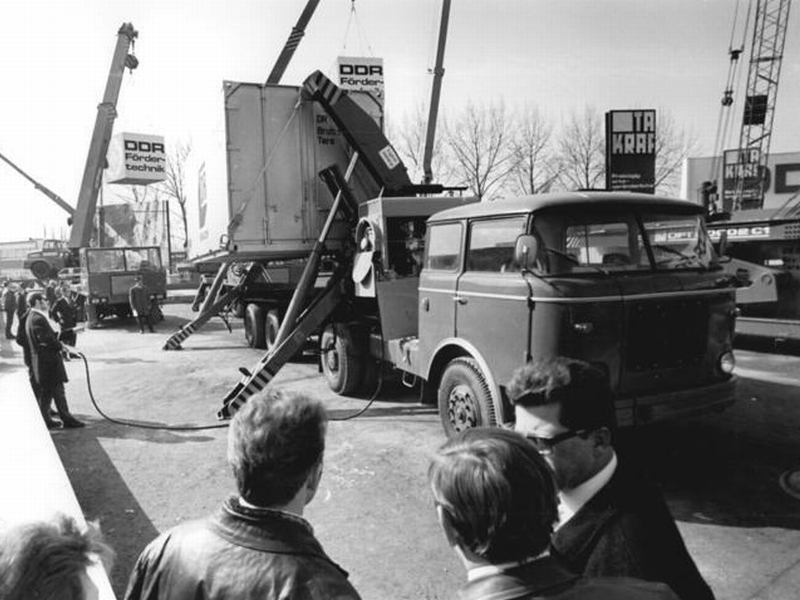
Uppvisning av ett nyutvecklat hydrauliksystem för sidlastare vid Leipzigs vårmässa 1971.

Sidlastare är en anordning på lastbilar för av- och pålastning av containrar.
Sidlastares stora fördel är att man inte är beroende av terminaler för att flytta en container från en lastbil utan detta kan ske överallt. En känd svensk tillverkare är Hammar Maskin.